# UCI-E-Mountainbike-Weltcup 2020
Beim UCI-E-Mountainbike-Weltcup 2020 sollten durch die Union Cycliste Internationale die Weltcupsieger im E-Mountainbike ermittelt werden. Es handelte sich um die erste Wettkampfserie dieses Namens.

## Ablauf
2019 hatte es erstmals E-Mountainbike-Wettkämpfe unter UCI-Aufsicht gegeben, darunter bei den Weltmeisterschaften 2019. Zugleich hatte sich die World E-Bike Series (WES) konstituiert und mehrere Rennen in dieser Sparte ausgerichtet. Anfang 2020 beschloss die UCI, einen Weltcup zu kreieren, und übertrug dessen Ausrichtung der WES. Weltcup-Status erhielten allerdings nur die Cross-Country-Events der WES und nicht deren übrige Wettbewerbe. Geplant waren vier Runden, eine mögliche fünfte an noch unbekanntem Ort war für September vorgemerkt.
- Monaco: 6.–7. März
- Ascona: 17.–18. April
- Bologna: 5.–6. Juni
- Barcelona: 2.–3. Oktober

Die erste Runde fand planmäßig Anfang März statt, wobei die Weltcup-Rennen am 6. März gehalten wurden. Als Austragungsort galt Monaco, der Sitz der WES, tatsächlich lag der Parcours jedoch auf französischem Boden rund um die Crête des Assalins bei Peille.
Ab Mitte März legte die Corona-Pandemie monatelang das öffentliche Leben in Europa lahm. Als Konsequenz wurden die übrigen geplanten Runden abgesagt; eine Gesamtwertung gab es nicht.

## Männer
Am einzigen Weltcuprennen am 6. März nahmen 15 Fahrer teil, drei weitere sagten eine geplante Teilnahme ab. Die ersten acht waren wie folgt:
| Platz | Name                  | Zeit (min) |
| ----- | --------------------- | ---------- |
| 1     | Jérôme Gilloux        | 49:25      |
| 2     | Francescu Camoin      | + 0:10     |
| 3     | Joris Ryf             | + 2:19     |
| 4     | Jeroen van Eck        | + 3:13     |
| 5     | Alexandre Cure        | + 4:29     |
| 6     | Adrià Noguera         | + 4:35     |
| 7     | Andreas Moser         | + 4:49     |
| 8     | Kjell van den Boogert | + 5:22     |

## Frauen
Am einzigen Weltcuprennen am 6. März nahmen 6 Fahrerinnen teil. Die Ergebnisse waren wie folgt:
| Platz | Name                | Zeit (min) |
| ----- | ------------------- | ---------- |
| 1     | Nathalie Schneitter | 56:27      |
| 2     | Alba Wunderlin      | + 0:12     |
| 3     | Mélanie Pugin       | + 0:20     |
| 4     | Maaris Meier        | + 6:25     |
| 5     | Mathilde Sahuguet   | + 9:59     |
| 6     | Charlotte Rey       | LAP        |